# Црква Сретења Господњег у Раљи
Црква Сретења Господњег у Раљи, насељеном месту на територији општине Сопот, подигнута је 1995. године, припада Епархији шумадијској Српске православне цркве. Црква је освећена 1. октобра 1995. године од стране блаженопочившег Епископа шумадијског др. Саве (Вуковић) чином великог освећења и у Свети Престо су положене мошти Светог Теодора Тирона. Први парох на парохији раљској и старешина храма је био почивши протојереј-ставрофор Славиша Поп-Лазић. 